# Дмитриев, Алексей Александрович
Алексей Александрович Дмитриев (15 марта 1938 — 15 сентября 2023) — механизатор колхоза «Слава» Яльчикского района Чувашии, народный депутат СССР (1989—1991).

## Биография
Родился 15 марта 1938 года в селе Лащ-Таяба Яльчикского района Чувашской АССР. Окончил школу рабочей молодежи города Хром-Тау Казахской ССР и Усольский сельскохозяйственный техникум (Куйбышевская область).
С 1952 до ноября 1955 года работал конюхом в родном колхозе. Затем учился в автошколе в Ульяновске. В 1956—1957 годах шофёр колхоза им. Н. К. Крупской. В 1957—1960 годах служил в армии. После возвращения работал шофёром в колхозе «Слава», в который к тому времени влился их колхоз имени Крупской.
С 1963 по 1968 год шофер Донского хромитового рудоуправления. В 1968—1972 годах шофёр, с 1972 года тракторист-машинист колхоза «Слава», комбайнер.
В 1989 году был избран народным депутатом СССР, работал в Верховном Совете на постоянной основе.
В начале 1992 года вернулся в колхоз и до 2004 года работал заведующим ремонтными мастерскими.
Заслуженный механизатор Чувашской АССР. Награждён орденами Трудового Красного Знамени, Трудовой Славы III степени, золотой медалью ВДНХ СССР.
Семья: жена Людмила Фёдоровна, пятеро детей: Юрий — подполковник ЦССИ ФСО России в Чувашской Республике, Татьяна — инженер-электрик, Ираида — экономист, Людмила — управленец, Алексей — врач-хирург.